# 兴隆寺乡
兴隆寺乡是中国陕西省榆林市佳县下辖的一个乡。2011年，兴隆寺乡和朱官寨乡被撤销，合设朱官寨镇。

## 行政区划
兴隆寺乡下辖以下行政区：
中硷村、双圪塔村、梁家岔村、高崖梁村、王兴庄村、旧谷地峁村、刘兴庄村、胡家峁村、张家山村、高家山村、高家河村、杏树塌村、王家坬村、大塌则村、小塌则村、老庄峁村、苦菜圪塔村、毛巷村、古城梁村、杨家墕村、磨家川村、蒋家崖村、郭家岔村、元峁村、刘仓坬村、黄石克村、桃梁沟村、陈家山村、麻黄界村、菜地峁村、贺家硷村、崖窑湾村。